# Emma Bengtsson
Pour les articles homonymes, voir Bengtsson.
Emma Bengtsson est une cheffe suédoise, chef au restaurant Aquavit, à New York (États-Unis), pour lequel elle a obtenu deux étoiles au Guide Michelin. Elle est la première femme chef suédoise et la deuxième femme chef active aux États-Unis à avoir obtenu deux étoiles dans ce guide.

## Biographie
Emma Bengtsson étudie la cuisine à l'International Restaurant School de Stockholm. Elle est d'abord employée au restaurant Edsbacka Krog, alors le seul restaurant de Suède à avoir obtenu deux étoiles au Guide Michelin. Elle y reste quatre ans et s'y spécialise en pâtisserie, avant de travailler comme chef pâtissier au restaurant Operakällaren de l'Opéra royal de Stockholm.
Elle est ensuite recrutée comme chef pâtissier par le restaurant Aquavit, spécialisé dans la cuisine nordique, et dont le chef est à l'époque Marcus Jernmark. Quand celui-ci quitte le restaurant quelques années plus tard, elle se voit proposer le poste de chef. C'est sous sa direction que le restaurant obtient sa seconde étoile au Guide Michelin et ouvre une deuxième adresse à Londres, accueillant davantage de clients et proposant une cuisine plus simple.